# Diyaeddine Abzi
Diyaeddine Abzi (sinh ngày 23 tháng 11 năm 1998) là một cầu thủ bóng đá chuyên nghiệp thi đấu cho câu lạc bộ Ligue 2 Pau FC ở vị trí hậu vệ trái. Mặc dù sinh ra ở Maroc, anh lại thi đấu cho Canada ở cấp độ quốc tế.

## Thời niên thiếu
Sinh ra ở Fez, Maroc, Abzi chuyển đến Montreal lúc 9 tuổi, và bắt đầu chơi bóng ở FS Salaberry.

## Sự nghiệp câu lạc bộ

### Salaberry
Năm 2015, Abzi thi đấu cho FS Salaberry ở cấp độ U-21 và ghi một bàn thắng trong tổng 3 lần ra sân. Năm sau đó, anh ra mắt ở đội một cho Salaberry tại LSEQ Division 2 và đã có tổng cộng 6 lần ra sân giúp Salaberry lên chơi ở D1. Ở cấp độ U-21 tại  câu lạc bộ Salaberry năm đó, anh ghi 14 bàn trong 13 lần ra sân. Năm 2017, Abzi ghi 10 bàn trong 13 trận cho Salaberry ở D1, dẫn đầu câu lạc bộ và giúp đội về đích thứ 3. Ở cấp độ U-21, Abzi ghi được 26 bàn sau 15 lần ra sân.

### Blainville
Năm 2018, Abzi thi đấu cho đương kim vô địch PLSQ Blainville, có 20 lần ra sân và ghi 2 bàn. Tại Canadian Championship, Abzi ghi bàn thắng duy nhất trong chiến thắng 1–0 của Blainville trước Oakville Blue Devils ở lượt về của Vòng sơ loại thứ nhất. Sau đó anh xuất hiện trên băng ghế dự bị ở cả hai trận tại Vòng sơ loại thứ hai của Blainville trước Ottawa Fury.

### York United
Vào ngày 22 tháng 2 năm 2019, Abzi kí hợp đồng với đội bóng Giải bóng đá Ngoại hạng Canada York9 (sau này là York United). Vào ngày 27 tháng 4 năm 2019, anh có màn ra mắt thi đấu chuyên nghiệp khi vào sân từ ghế dự bị trong trận đầu tiên tại CPL trước Forge FC. Abzi ghi bàn thắng đầu tiên cho câu lạc bộ vào ngày 12 tháng 10 năm 2019, trước Forge. Mùa giải đó, anh có tổng cộng 24 lần ra sân ở giải vô địch và 6 lần ở Canadian Championship.
Ngày 4 tháng 12 năm 2019, Abzi tái kí hợp đồng với York và thi đấu 1 mùa giải 2020. Vào ngày 29 tháng 4 năm 2020, anh ký thêm một bản hợp đồng gia hạn đến ít nhất năm 2022. Năm 2021, anh tiếp tục đóng vai trò quan trọng của York, và được mô tả là “một trong những cầu thủ năng động và tài năng” trong giải đấu. York kết thúc ở vị trí thứ 4 ở mùa giải thông thường, anh giúp đội bóng vào đến bán kết, và bị Forge FC đánh bại. Ghi 6 bàn và có 3 pha kiến tạo ở vị trí hậu vệ, cuối mùa giải anh được xếp cầu thủ xuất sắc thứ 4. Khi ra đi vào mùa hè năm 2022, anh là người ra sân nhiều nhất mọi thời đại của York.

### Pau
Ngày 15 tháng 6 năm 2022, York United thông báo rằng Abzi sẽ chuyển đến câu lạc bộ tại Pháp Pau FC của Ligue 2 và kí hợp đồng trong vòng 3 năm. Anh có màn ra mắt cho Pau vào ngày 30 tháng 7, khi đá chính trong trận đầu tiên của mùa giải và trọn vẹn 90 phút trong thất bại 4-0 trước Guingamp.

## Sự nghiệp quốc tế

### Futsal Canada
Vào tháng 1 năm 2018, Abzi chơi bóng đá trong nhà cho Canada trong trận giao hữu với Costa Rica, ghi được một bàn thắng trong thất bại 5-4.

### Canada
Abzi được triệu tập vào U-23 Canada thi đấu tại Giải vô địch bóng đá Thế vận hội khu vực CONCACAF 2020 vào ngày 26 tháng 2 năm 2020 và có 1 lần ra sân trong trận đấu với México.

## Thống kê sự nghiệp
Tính đến 7 tháng 8 năm 2022
| Câu lạc bộ         | Mùa giải           | Giải vô địch                   | Giải vô địch | Giải vô địch | Cúp Quốc gia | Cúp Quốc gia | Cúp Liên đoàn | Cúp Liên đoàn | Khác    | Khác      | Tổng cộng | Tổng cộng |
| Câu lạc bộ         | Mùa giải           | Hạng đấu                       | Số trận      | Bàn thắng    | Số trận      | Bàn thắng    | Số trận       | Bàn thắng     | Số trận | Bàn thắng | Số trận   | Bàn thắng |
| ------------------ | ------------------ | ------------------------------ | ------------ | ------------ | ------------ | ------------ | ------------- | ------------- | ------- | --------- | --------- | --------- |
| Salaberry          | 2015               | LSEQ D2                        | 0            | 0            | —            | —            | —             | —             | 1       | 0         | 1         | 0         |
| Salaberry          | 2016               | LSEQ D2                        | 6            | 0            | —            | —            | —             | —             | 0       | 0         | 6         | 0         |
| Salaberry          | 2017               | LSEQ D1                        | 13           | 10           | —            | —            | —             | —             | 2       | 3         | 15        | 13        |
| Salaberry          | Tổng cộng          | Tổng cộng                      | 19           | 10           | 0            | 0            | 0             | 0             | 3       | 3         | 22        | 13        |
| Blainville         | 2018               | PLSQ                           | 20           | 2            | 3            | 1            | 1             | 0             | —       | —         | 24        | 3         |
| York United        | 2019               | Giải bóng đá Ngoại hạng Canada | 24           | 1            | 6            | 0            | —             | —             | —       | —         | 30        | 1         |
| York United        | 2020               | Giải bóng đá Ngoại hạng Canada | 5            | 0            | 0            | 0            | —             | —             | —       | —         | 5         | 0         |
| York United        | 2021               | Giải bóng đá Ngoại hạng Canada | 25           | 6            | 2            | 0            | —             | —             | 1       | 0         | 28        | 6         |
| York United        | 2022               | Giải bóng đá Ngoại hạng Canada | 10           | 0            | 3            | 1            | —             | —             | —       | —         | 13        | 1         |
| York United        | Tổng cộng          | Tổng cộng                      | 64           | 7            | 14           | 1            | 0             | 0             | 1       | 0         | 76        | 8         |
| Pau FC             | 2022–23            | Ligue 2                        | 2            | 0            | 0            | 0            | 0             | 0             | 0       | 0         | 2         | 0         |
| Tổng kết sự nghiệp | Tổng kết sự nghiệp | Tổng kết sự nghiệp             | 105          | 19           | 14           | 2            | 1             | 0             | 4       | 3         | 124       | 24        |

1. ↑  Bao gồm số lần ra sân ở Canadian Championship.
2. ↑  Bao gồm số lần ra sân ở PLSQ Cup.
3. ↑  Bao gồm số lần ra sân ở Coupe du Québec và playoff Giải bóng đá Ngoại hạng Canada.